# 遣散禮
《遣散禮》（拉丁語：Ite, missa est），亦可稱為「彌撒禮成」，是用於羅馬禮彌撒、或路德宗的主日崇拜中的最後部份，以表示整個崇拜禮儀的正式完結。將「Ite, missa est」翻譯過來，意即「去吧，已經解散了」。在1962年《羅馬彌撒經書》修訂前，當彌撒上並沒有採用光榮頌時，會以上主降福經來表示禮儀完結代替。

## 意義
19世紀時期，普遍對「Ite, missa est」都是以一種較為含糊的方式去解釋，甚至直覺地認為「missa」只是「Mass」的一種分詞，簡單化地視為一種結束句。1910年英國天主教會司譯亞德里安·福特斯克提出了「missa」一字應該來自晚期拉丁語中的「missio」，解釋為「遣散」，整句的意思便是「去吧，解散了」。
菲律賓的神學家安斯卡·楚彭科提出過曾經有人嘗試把「missio」這個字昇華至「傳教」（mission）的意思，甚至後來教宗本篤十六世於2007年頒布的宗座勸諭了《愛德的聖事》（Sacramentum Caritatis）中也曾經以非語源學的方式將「遣散」提昇至「使命」去表達教會有「傳教」的使命，但楚彭科認為這樣的解釋其實沒有很強烈的理據。
因應2008年羅馬教廷頒報遣散禮的替代用辭，現時有部份神父在宣告「平安回去」和「彌撒禮成」間，也會加插提醒信徒在日常生活中實踐信德，宣揚聖教的信息，這亦可視為將「遣散」轉為「傳教」的意味。

## 內容
遣散禮的內容只有兩句，並通常以啟應方式進行，主祭會先以念讀或咏唱方式宣告「彌撒禮成」，會聚以「感謝天主」來回應，亦會加上「亞肋路亞」（亞利路亞）。

### 拉丁文
V: Ite, missa est.

R: Deo gratias.

### 英文版本
V: Go forth, the Mass is ended. (The Mass is ended. Go in peace.)

R: Thanks be to God.

### 香港天主教版本
啟：（你們平安回去）彌撒禮成。

應：感謝天主。

## 替代版本

### 教父年代
- 使徒憲章（英语：Apostolic Constitutions）:「平安回去」（Go in peace）

### 現代羅馬禮
2008年，以下的替代內容獲准許用於羅馬禮彌撒中：
- 「平安回去」（Ite in pace）
- 「去吧，宣揚天主的福音」（Ite ad Evangelium Domini nuntiandum）
- 「平安回去，在生活中榮耀天主」（Ite in pace, glorificando vita vestra Dominum）

對此，會眾同樣以「感謝天主」（Deo gratias）作回應。

### 非羅馬拉丁禮
- 安博禮：「讓我們平安回去」（Procedamus cum pace）；回應為「以上主之名」（In nomine Christi）
- 摩爾阿拉伯禮：「奉我們的主耶穌基督的名，儀式已完結」（Solemnia completa sunt in nomine D. N. I. C: votum nostrum sit acceptum cum pace）；回應為「感謝天主」（Deo gratias）
- 阿奎利亞禮（英语：Aquileian Rite）[6] ：

- 「去吧，在和平的路上蒙祝福和選擇，你的奉獻已達至聖父那裏」（Ite benedicti et electi in viam pacis: pro vobis Deo Patri hostia missa est.）；或
- 「去吧，在和平的路上蒙祝福和選擇，瑪莉亞之子已代你奉獻」（Ite benedicti et electi in viam pacis: pro vobis Mariae Filius hostia missa est.）

### 東方禮
- 安提阿禮（英语：Antiochene Rite）、亞歷山大禮及拜占庭禮：執事會先說：「平安回去」（Let us go forth in peace）；會眾回應「以上主之名」（In the name of the Lord）；執事再以簡單的「遣散禱文」完結。

### 其他地方的羅馬禮
- 拉脫維亞語: ""（上主的恩典與你同在）[7]
- 波蘭語: "" （與基督的平安同行）[8]
- 斯洛伐克語: [9]

- "" （平安回去）
- "" （回去，宣揚上主的福音）
- "" （回去，在生活中宣揚天主）